# Trigonioidea
Die Trigonioidea sind die einzige Überfamilie der Ordnung Trigonioida innerhalb der palaeoheterodonten Muscheln. Die meisten Arten sind nur fossil bekannt. Erste Vertreter der Überfamilie erschienen im späten Silur.

## Charakterisierung
Das Gehäuse ist grob dreieckig mit einem kurzen Hinterende. Die beiden Klappen sind annähernd gleichförmig. Der Wirbel ragt deutlich über den Körper des Gehäuses. Die dicke aragonitische Schale besitzt eine äußere prismatische Lage und eine innere perlmuttrige Lage. Die Außenseite ist glatt bis stark berippt. Das Schloss weist einen großen, dreieckigen Kardinalzahn in der linken Klappe und einen gegliederten Kardinalzahn in der rechten Klappe auf (schizodontes Schloss). Es sind keine Lateralzähne vorhanden. Das Ligament liegt extern und ist recht kurz. Die Schließmuskel sind etwa gleich groß (isomyar), die Palliallinie ganzrandig. Die Kiemen sind filibranchiat.

## Evolution
Die ersten Trigonioida erscheinen bereits im späten Silur und bildeten rasch eine große Artenvielfalt (Diversität) aus. Die verschiedenen evolutionären Linien werden in mehrere Familien gestellt. Der Höhepunkt der Entwicklung und Diversität wird in Jura und Kreide erreicht. An der Kreide-Tertiär-Grenze starben dann fast alle Linien aus, bis jene, die zur rezenten Gattung Neotrigonia führte.

## Systematik
- Ordnung Trigonoida Dall, 1889

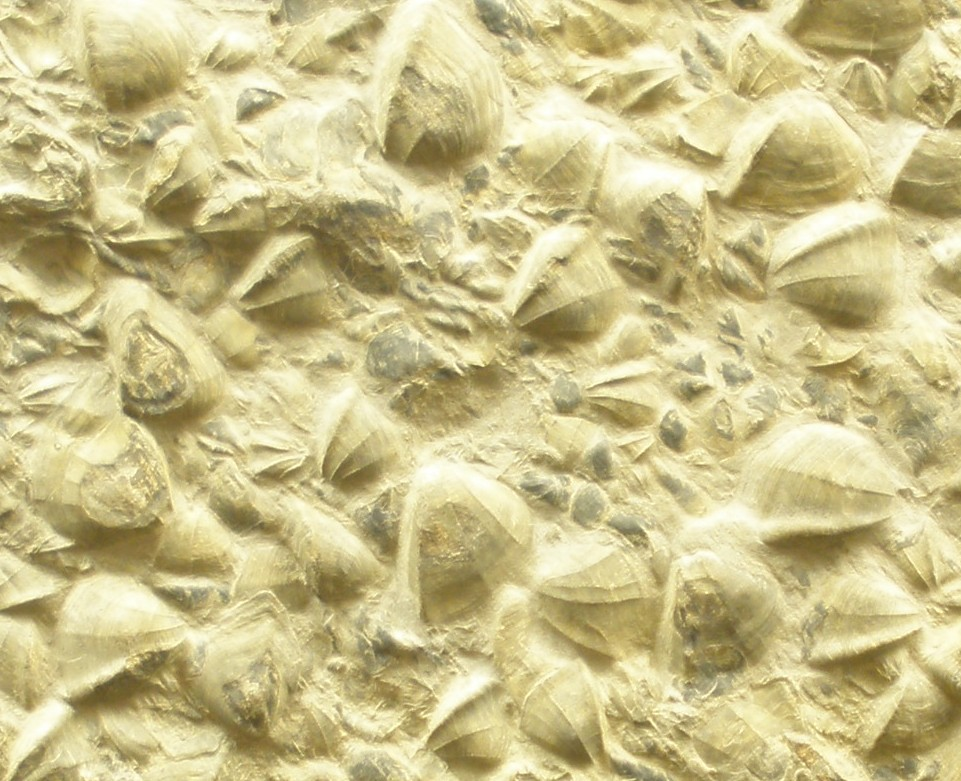
Myophoria kefersteini aus der Obertrias

  - Überfamilie Trigonioidea Lamarck, 1819
    - Familie Trigoniidae Lamarck, 1819
    - Familie Eoschizodidae Newell & Boyd, 1975
    - Familie Schizodidae Newell & Boyd, 1975
    - Familie Costatoriidae Newell & Boyd, 1975
    - Familie Myophoriidae Bronn, 1849
    - Familie Minetrigoniidae Kobayashi, 1954
    - Familie Eoastartidae Newell & Boyd, 1975
    - Familie Scaphellinidae Newell & Ciriacks, 1962
    - ?Familie Trigonioididae Cox, 1952